# Cowes
Cowes (West Cowes) je přístavní město ležící na západním pobřeží ostrova Wight na západním břehu řeky Medina. Na protějším břehu řeky se nachází podstatně menší město East Cowes. Podle sčítání z roku 1991 mělo Cowes 19 919 obyvatel.
Poblíž města se nachází letní sídlo anglické královny Viktorie a prince Alberta.

## Historie
Původ jména města není zcela jasný, existuje několik výkladů. Podle jednoho bylo město pojmenováno podle pískových dun na březích řeky Mediny, které svým tvarem připomínaly krávy (anglicky cowes). Jiná teorie název označuje od slangového označení opevnění, budovaného v době krále Jindřicha VIII. (Henry VIII) na ochranu proti očekávané francouzské invazi.
Během prvních století byla obě sídla poměrně malá a byla označována jako Východní a Západní Shamblord. Ostrov Wight byl častým cílem francouzských útoků. Západní pevnost je dochována dodnes, třebaže bez původních tudorovských věží, a je nyní označována jako hrad Cowes. Naopak východní pevnost byla zničena v 18. století a bývá někdy nesprávně zaměňována s hradem East Cowes, který byl později vystavěn Johnem Nashem.
Za počátek růstu města Cowes je někdy považována výstavba 80tunového plavidla Rat O'Wight na březích řeky Mediny. Loď byla zhotovena pro potřeby královny Alžběty I. (Elisabeth I). Přesto však sportovní a rekreační námořní plavba zůstala spíše výjimkou až do pozdějších dob, zejména do doby vlády vášnivého mořeplavce Jiřího IV. V roce 1826 Královská plachetní flotila (the Royal Yacht Squadron) poprvé uspořádala třídenní regatu. král projevil svoji podporu závodu tím, že o rok později osobně předával poháry vítězům. Závod vstoupil do povědomí jako Cowes Regata a brzy se rozrostl do čtyřdenní události, která končila slavnostním ohňostrojem.
Královna Viktorie si zde zakoupila a nechala zadaptovat své letní sídlo, Osborne House. V East Cowes se začala plánovat výstavba honosných domů a parků. Plán se však nakonec zhroutil pro nedostatek financí, ale v první fázi bylo postaveno několik dodnes dochovaných rezidencí.
Na konci 18. století byl v East Cowes postaven v neorománském stylu hrad Norris, podle plánu Jamese Wyatta. V současné době budova slouží jako soukromý dům. V roce 1798 začal John Nash budovat svůj dům, hrad East Cowes. Budova je výrazná svými gotickými věžemi a věžičkami a opevněním. Nash zemřel v roce 1835 a byl pohřben ve věži svého domu.
Místní výroba v obou městech Cowes byla vždy zaměřena na námořní plavidla, také zde bylo testováno první vznášedlo.
V roce 1933 byly West Cowes a East Cowes spojeny pod jeden městský celek.
Během druhé světové války bylo město častým cílem bombardování, zejména pro svůj loďařský průmysl a blízkost Southamptonu, důležitého přístavu Royal Navy.

## Externí odkazy

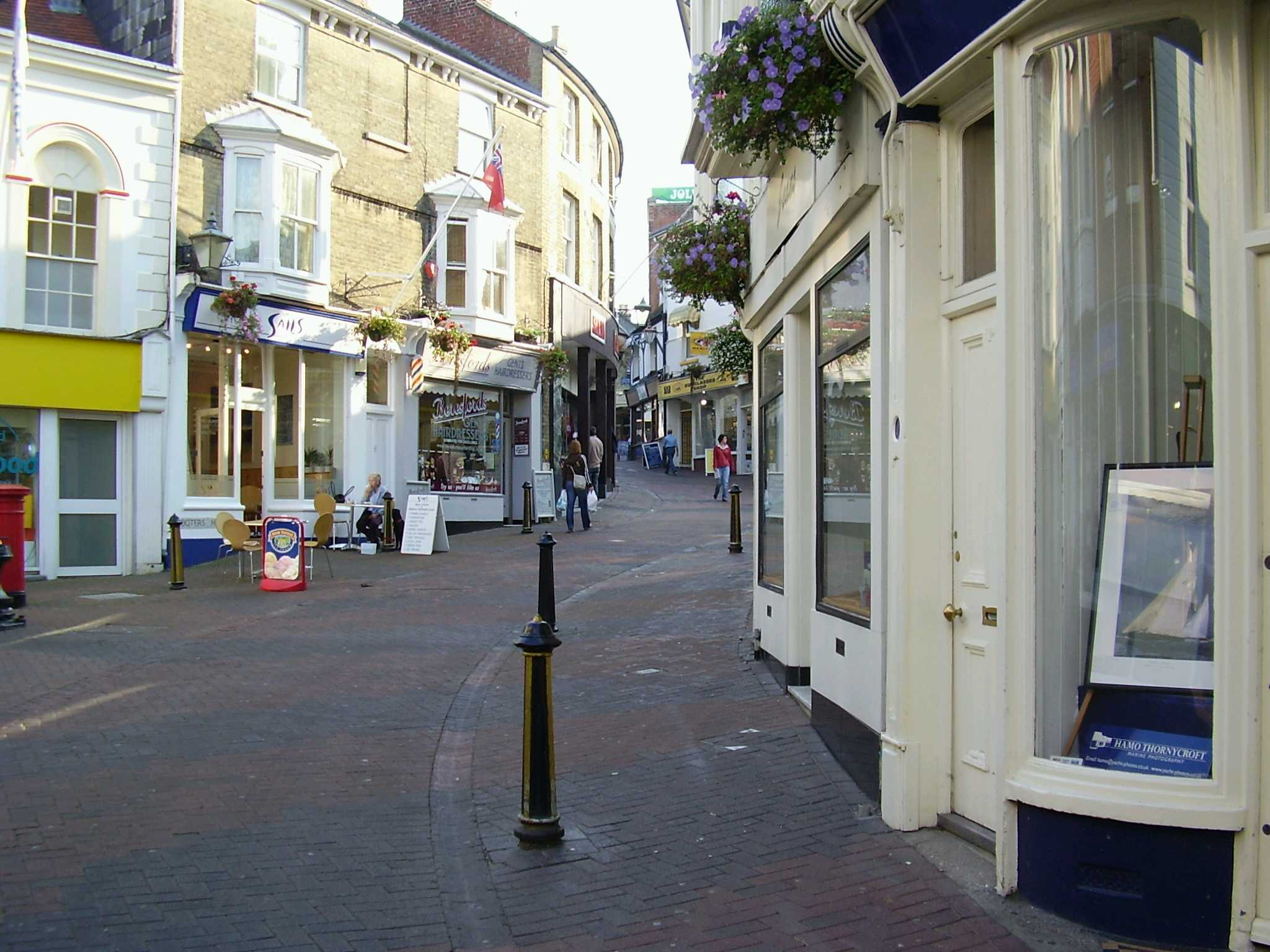
Cowes High Street

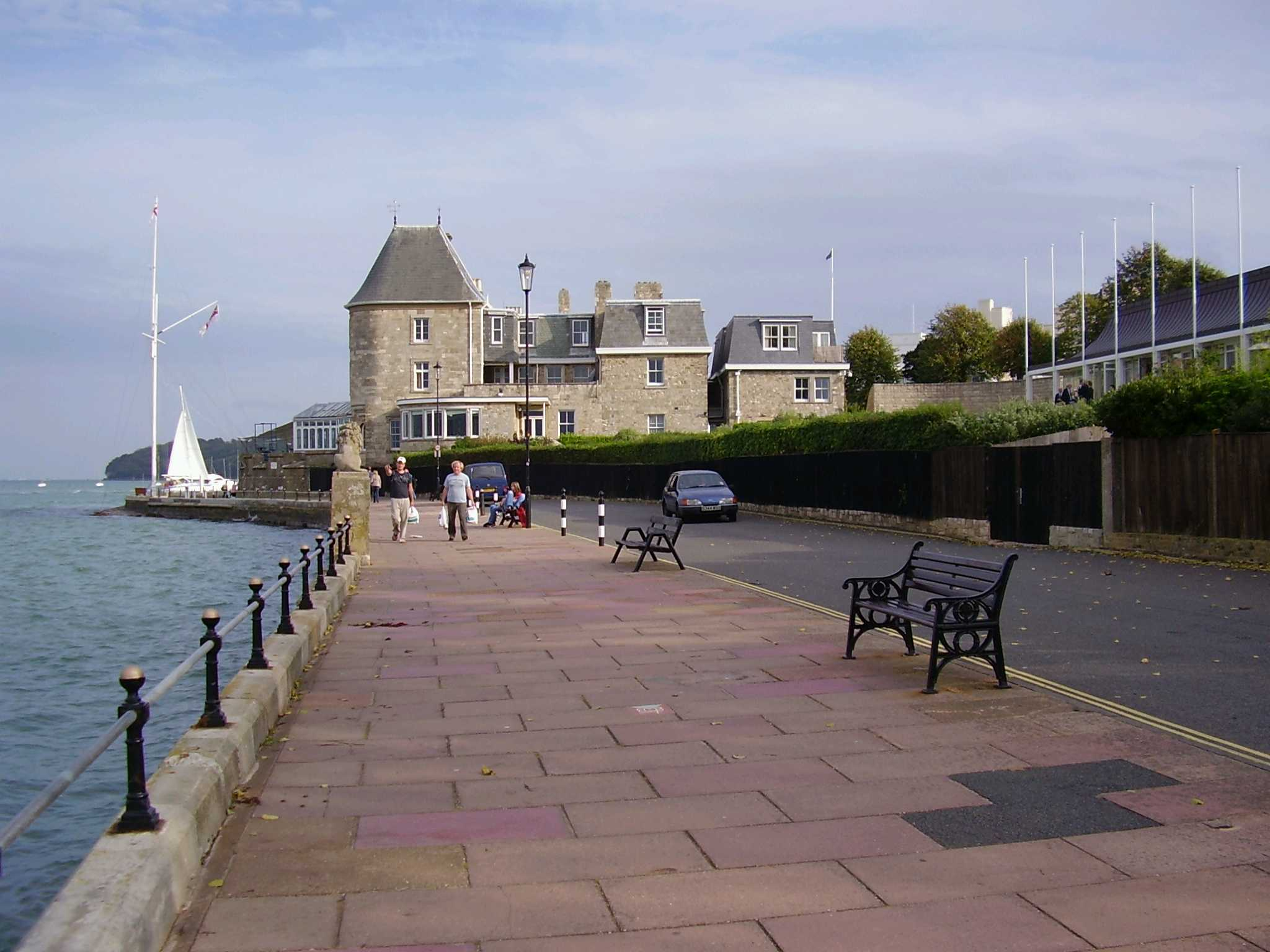
Cowes Esplanade a Cowes Castle

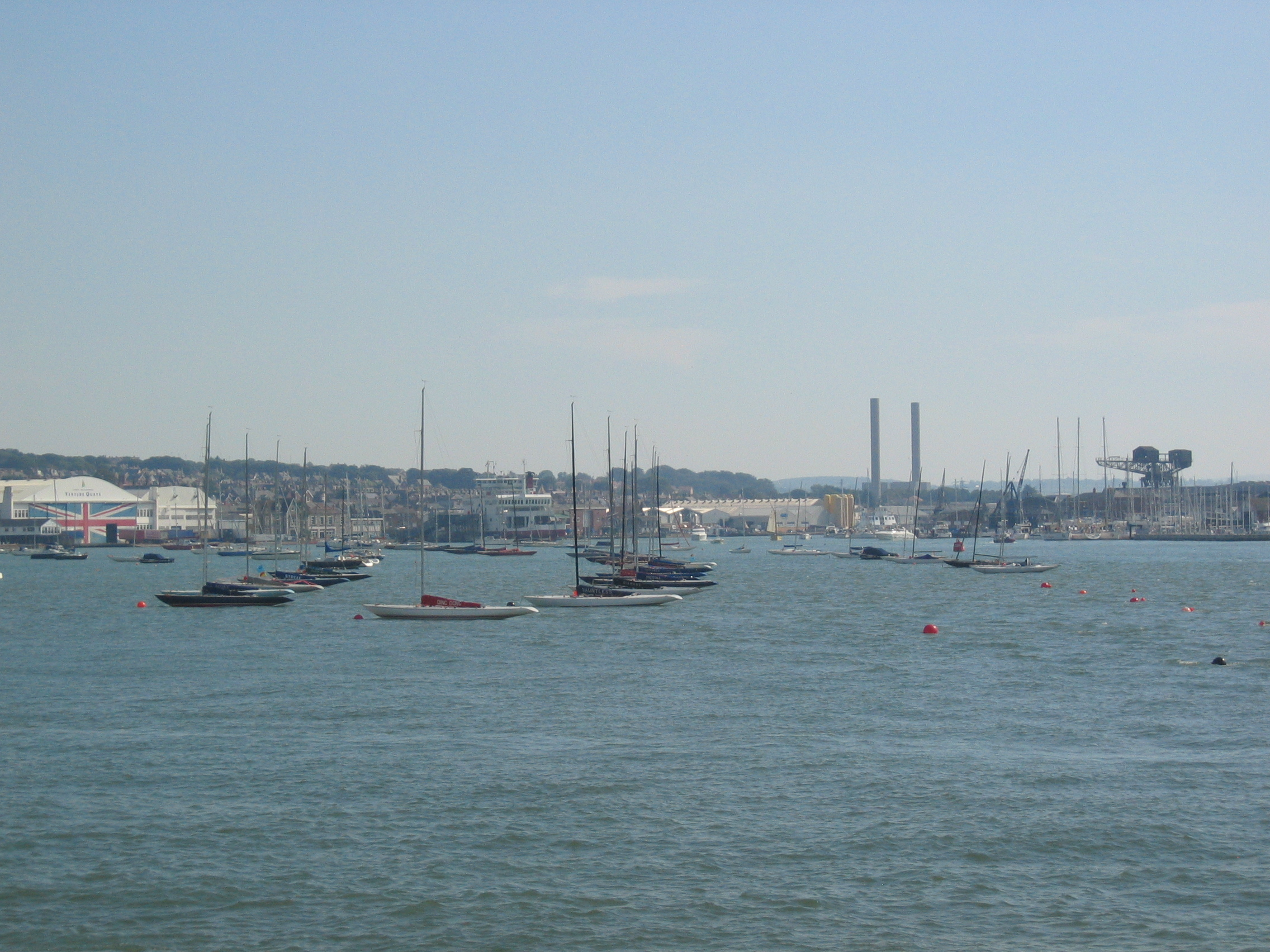
Cowes od moře